# Heterochone incognita
Heterochone incognita är en svampdjursart som först beskrevs av Koltun 1967.  Heterochone incognita ingår i släktet Heterochone och familjen Aphrocallistidae. Inga underarter finns listade i Catalogue of Life.